# Buikstede

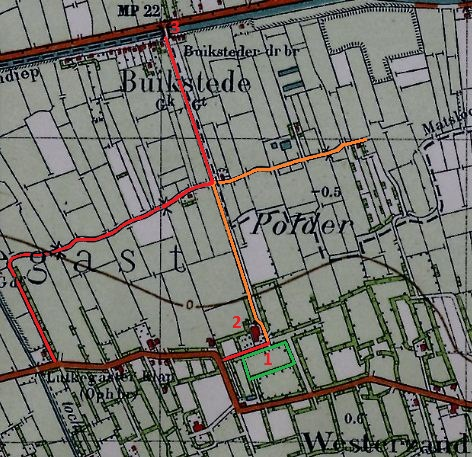
Uitsnede van de topografische kaart van 1932 met de buurt voor de afbraak. De borgstee van de borg Boekstede (1) is zichtbaar aan zuidzijde met de gelijknamige boerderij Buikstede (2) ten noorden daarvan. De draaibrug (3) is ook zichtbaar op de kaart. De voormalige wegen tussen borg, buurt en de weg Westerzand-Lutjegast zijn oranje weergegeven, het nog bestaande fietspad is in rood weergegeven.

Buikstede (Gronings: Boekstee) is een streekje in de gemeente Westerkwartier in de Nederlandse provincie Groningen, dat bestuurlijk onder Sebaldeburen valt. De naam in de volksmond is Kievitjeburen of Kievitsburen. Buikstede is de Nederlandse verhaspeling van het Groninger woord voor 'boek'; het had Beukstede moeten zijn. In het Westerkertiers 'Buukstede'.

## Geografie
Het buurtje ligt aan het Van Starkenborghkanaal ten noorden van de weg van Lutjegast naar Westerzand, aan noordzijde van de Westzandemermolenpolder (vroeger Westerzandemer Polder). De doodlopende weg vanaf Gaarkeuken ten zuiden van het Van Starkenborghkanaal in westelijke richting ten noorden van de Westerzandemer molenpolder wordt ook Buikstede genoemd. Begin 21e eeuw is in het verlengde van deze weg het fietspad  't Honderd aangelegd naar Eibersburen.

## Geschiedenis

### Borg
De buurt is vernoemd naar de borg Boekstede (in 1638 nog heerd Hendrik Bockesstede genoemd), die hier tussen de 17e en 18e eeuw stond aan een hoek van de Weg van Westerzand naar Lutjegast. Ten noorden daarvan staat nog de boerderij Buikstede op de plaats van het bijbehorende schathuis.

### Kievitjeburen
Vanuit het borgterrein liep vroeger een laan rechtdoor naar het Hoendiep waar ter plekke een draaibrug overheen lag; de 'Buiksteder Draaibrug'; op de grens van de toenmalige gemeenten Grootegast en Grijpskerk. Deze werd hier in 1860 geplaatst ter vervanging van een til. In de tweede helft van de 19e eeuw werden hier ten zuiden van het diep een 15-tal huizen gebouwd aan de Grootegaster zuidwestzijde van de brug en een viertal aan de Grijpskerker noordoostzijde van de brug. Deze buurt werd in de volksmond bekend als Kievitjeburen of Kievitsburen (mogelijk net als Eibersburen naar de vogel die hier veel voorkwam), maar is nooit op een kaart vermeld. Ten zuidwesten van de brug bevond zich lange tijd de brugwachterswoning en ernaast was rond 1900 een kruidenier gevestigd.
Bij het uitgraven van het Hoendiep tot het Van Starkenborghkanaal in de jaren 1930 werd de brug verwijderd en moest het grootste deel van de huizen wijken in verband met de verbreding van het diep naar het zuiden toe. Ter plaatse staan nu nog slechts twee huizen aan de Grootegasterzijde. Dit restant wordt tegenwoordig aangeduid als Buikstede.

### Wegomlegging
Na de sloop van het gehucht Kievitjeburen werd het eerste deel van de laan vanuit het borgterrein weggehaald omdat de boer genoeg had van de vele passanten. Parallel ten westen van het zuidelijke deel van de laan liep vanaf de weg Westerzand-Lutjegast vroeger een boerenweg, die verderop een knik naar het oosten maakte en de laan vanuit de borg kruiste. Het oostelijk deel van deze boerenweg is eveneens in de twintigste eeuw weggehaald, zodat alleen het noordelijk deel van de laan en het oostelijk deel van de boerenweg nog resteren, die tezamen worden aangeduid als de Hooilaan. Het kruispunt vormt nu een bocht in de weg Buikstede. De Hooilaan werd in 1980 veranderd in een fietspad.

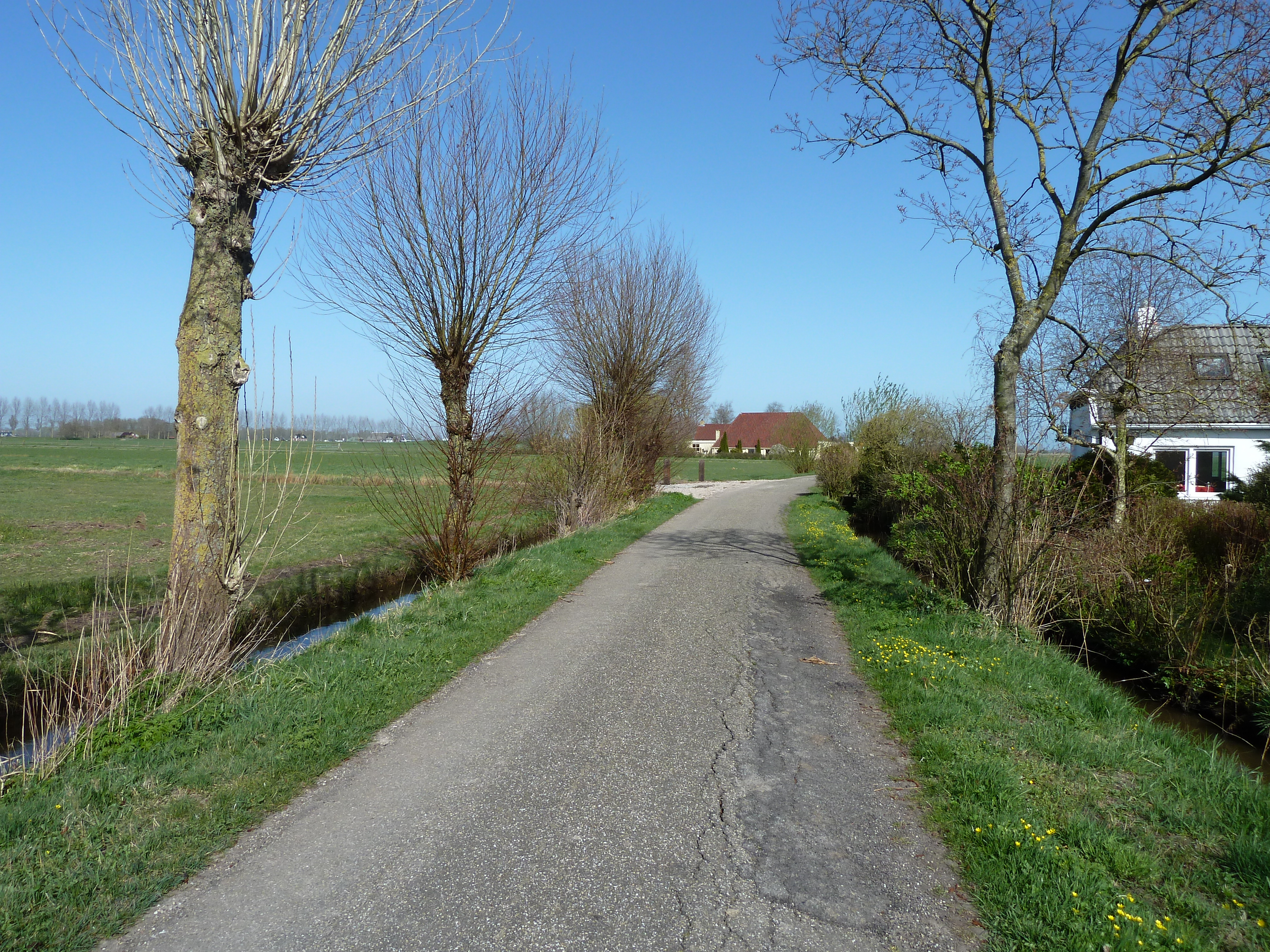
Huizen rond de bocht in het fietspad van Buikstede waar vroeger beide wegen kruisten.
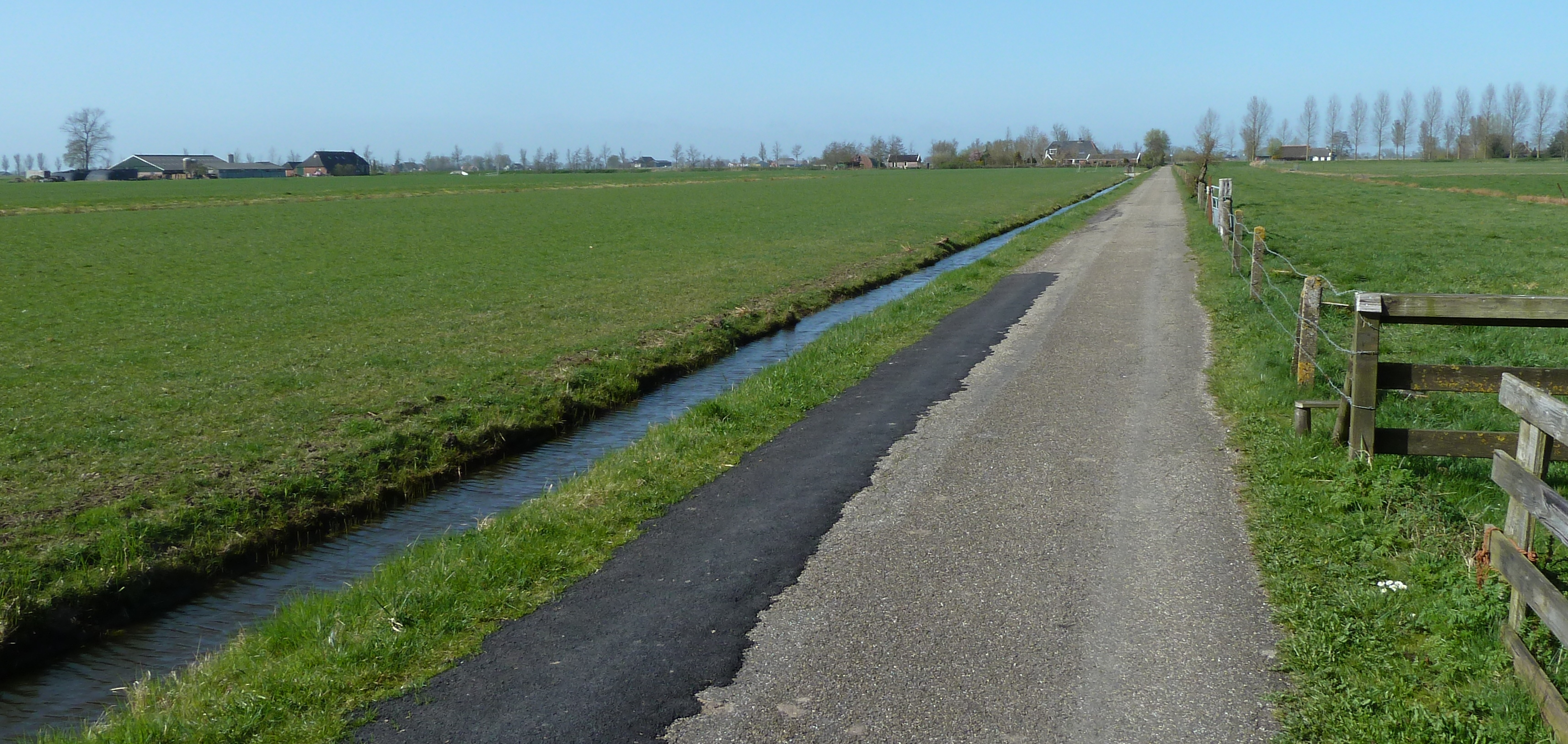
Weg naar de buurt Buikstede, dat links op de achtergrond ligt, gezien vanaf de bocht in het fietspad.